# Delmonica Hanover
Delmonica Hanover, född 28 april 1969 på Hanover Shoe Farms i Hanover, Pennsylvania, död 1996 i Sverige, var en amerikansk varmblodig travhäst. Hon tränades och kördes av Johannes Frömming.
Hon sprang under sin tävlingskarriär in 4,6 miljoner kronor på 124 starter, varav 52 segrar, 27 andraplatser och 14 tredjeplatser. Bland hennes främsta meriter räknas segern i Prix d'Amérique (1974) samt de dubbla segrarna i International Trot (1973, 1974).
Hon deltog även i 1975 års upplaga av Elitloppet på Solvalla, där hon slutade på femte plats i finalheatet.